# Berrogüetto
Berrogüetto fue un grupo de música folk gallego fundado en 1996. Sus componentes provenían, en gran parte, del desaparecido grupo Matto Congrio, en el que militaba también el gaitero Carlos Núñez. Debió su nombre a la unión del término "berro" (grito, protesta, en gallego) y gueto, con el propósito de "berrar por los silenciosos, por los que no tienen voz", en alusión al gueto del Soweto de los tiempos del apartheid. Su primer disco, Navicularia, supuso una gran revolución dentro del panorama folk a causa de su innovador estilo donde las melodías tradicionales eran tratadas con una gran frescura, aportando interesantes armonizaciones modales y contrapuntos. A partir de este momento, cada uno de sus discos ha supuesto un nuevo avance en su forma de comprender e interpretar la música tradicional.
En el año 2014 anunciaron su retirada y la disolución del grupo con una gira de despedida por las ciudades más importantes de Galicia.

## Miembros
- Anxo Pintos: zanfona, gaita, saxo soprano, violín y teclado.
- Guillermo Fernández: guitarras
- Quico Comesaña: bouzouki, mandolina, arpa céltica.
- Santiago Cribeiro: Acordeón, teclados.
- Isaac Palacín: Percusión
- Quim Farinha: Violín y nyckelarpa

Antiguos miembros: 
- Guadi Galego: Vocalista y gaitera del grupo hasta enero del 2008
- Paco Juncal: Violín en el primer CD "Navicularia"
- Xabier Díaz: Voz, gaita y percusión.

## Colaboradores ocasionales
Músicos:
- Pandereteiras de Cantigas e Agarimos: Voces y pandeiretas en "Navicularia"
- Paco Dicenta: Bajo eléctrico en "Viaxe por Urticaria"
- Ruy López-Nussa: Percusión en "Viaxe por Urticaria"
- Javier Paxariño: Saxo y flautas "Viaxe por Urticaria"
- Kim Garca: Bajo eléctrico y contrabajo en "Hepta" y "10.0"
- Kalman Balogh: Cimbalón en "Hepta"
- Markus Svensson: Nikelharpa en "Hepta"
- Jivan Gasparyan: Duduk en "Hepta"
- Luis Palacín: Armónica en "Hepta"

Artistas gráficos:
- Quin Albores, autor de la portada de "Hepta" y "Viaxe por Urticaria"
- Armando Lago, autor de la portada de "Navicularia"
- Xoan Piñón, fotógrafo de "Viaxe por Urticaria"
- Georges Rousse, creador de la portada de "Hepta"

## Discografía
- Navicularia - (Boa Music, 1996)
- La Música Con El Sol - (no publicado, 1998)
- Viaxe por Urticaria - (Boa Music, 1999)
- Hepta - (Boa Music, 2001)
- 10.0 - 2006 (Berro Güetto Música)
- Kosmogonías - 2010

## Filmografía
Música
- Inevitable (2014)